# Screaming Suicide
"Screaming Suicide" é uma canção da banda americana de heavy metal Metallica, lançada como o segundo single da promoção de seu décimo primeiro álbum de estúdio, 72 Seasons. Foi lançado em 19 de janeiro de 2023, junto com um videoclipe dirigido por Tim Saccenti.

## Plano de fundo
De acordo com Hetfield, a música é sobre a "palavra tabu do suicídio" e para comunicar a escuridão que sentimos dentro de nós. Acrescentando ainda mais como as pessoas não podem negar que tiveram pensamentos sombrios em algum momento de suas vidas. Na mesma declaração ele continua:
"Enfrentá-lo é falar o não dito. Se é uma experiência humana, devemos ser capazes de falar sobre isso. Você não está sozinho."
A letra da faixa também foi interpretada como contando a história de uma pessoa que nasceu desejando dopamina, apenas para ser atraída por seus medos e inseguranças mais sombrios, pensando que está "vivendo um erro".

## Recepção
No geral, Drew Review gostou da música, observando como ela é menos acelerada do que "Lux Æterna" e que parecia mais uma música de rock moderno do que você normalmente esperaria da banda. Escrevendo para a Metal Planet Music, Paddy Gallagher também gostou da faixa, notando como ela soa como a versão atualizada dos anos 2020 de Kill 'Em All. Eles também acreditavam que parecia que a banda estava caminhando para um som menos complexo e mais básico.

## Pessoal
- James Hetfield – vocais, guitarra rítmica
- Lars Ulrich – bateria
- Kirk Hammett – guitarra solo
- Robert Trujillo – baixo, vocais de apoio